# Acanthotrema
Acanthotrema — рід лишайників родини графідові (Graphidaceae). Назва вперше опублікована 2006 року.

## Класифікація
Згідно з базою MycoBank до роду Acanthotrema відносять 5 видів:
- Acanthotrema alboisidiatum
- Acanthotrema bicellulare
- Acanthotrema brasilianum
- Acanthotrema frischii
- Acanthotrema kalbii